# مارك غولدن
مارك غولدن هو مؤرخ كندي، ولد في 6 أغسطس 1948 في وينيبيغ في كندا.